# Euston Road
Euston Road è una via molto importante e trafficata della Central London. Fa parte della New Road (A501) da Paddington a Islington, che fu costruita come circonvallazione nel nord di Londra negli anni 1840, ma è ora considerata la parte centrale della strada a causa dello sviluppo di Londra. Nel 2002, la Greater London Authority ha commissionato un piano per rinnovarla a Terry Farrell and Partners.
La strada va da ovest a est da Marylebone Road a Pentonville Road. A causa del traffico molto intenso, la strada è dotata di tre corsie meridionali, tuttavia, si forma la congestione durante gran parte della giornata.
Le strade formano il confine della London congestion charge. Ciò significa che i conducenti che guidano su questa strada non devono pagare, ma se guidano a sud di essa, è richiesto un supplemento. La strada segna anche il confine della zona 1 utilizzata nel sistema travelcard di Transport for London.
Su Euston Road si trova la British Library - National Library of Great Britain, Euston Tower - grattacielo alto 124 m, il nuovo e vecchio edificio Wellcome Trust - un'organizzazione benefica impegnata nella ricerca medica all'University College Hospital.